# Active
Active, tidigare EGTYF (European Good Templars Youth Federation), är en europeisk samorganisation för nykterhetsorganisationer som organiserar ungdomar i sina respektive länder. Alla medlemsorganisationer inom Active ställer sig bakom IOGT Internationals plattform. Detta innebär att alla organisationer ska arbeta för demokrati och varje människas lika värde, samt fred mellan länder. Dessutom kräver IOGT Internationals plattform personlig nykterhet av alla medlemmar i organisationerna.
Active har 34 medlemsorganisationer i 23 länder och Sverige är representerat genom Ungdomens Nykterhetsförbund (UNF) och Nykterhetsrörelsens Scoutförbund (NSF). Totalt finns det över 25 000 medlemmar i Active och dessa ungdomar bildar tillsammans över 500 olika lokala grupper.